# Pecora nera

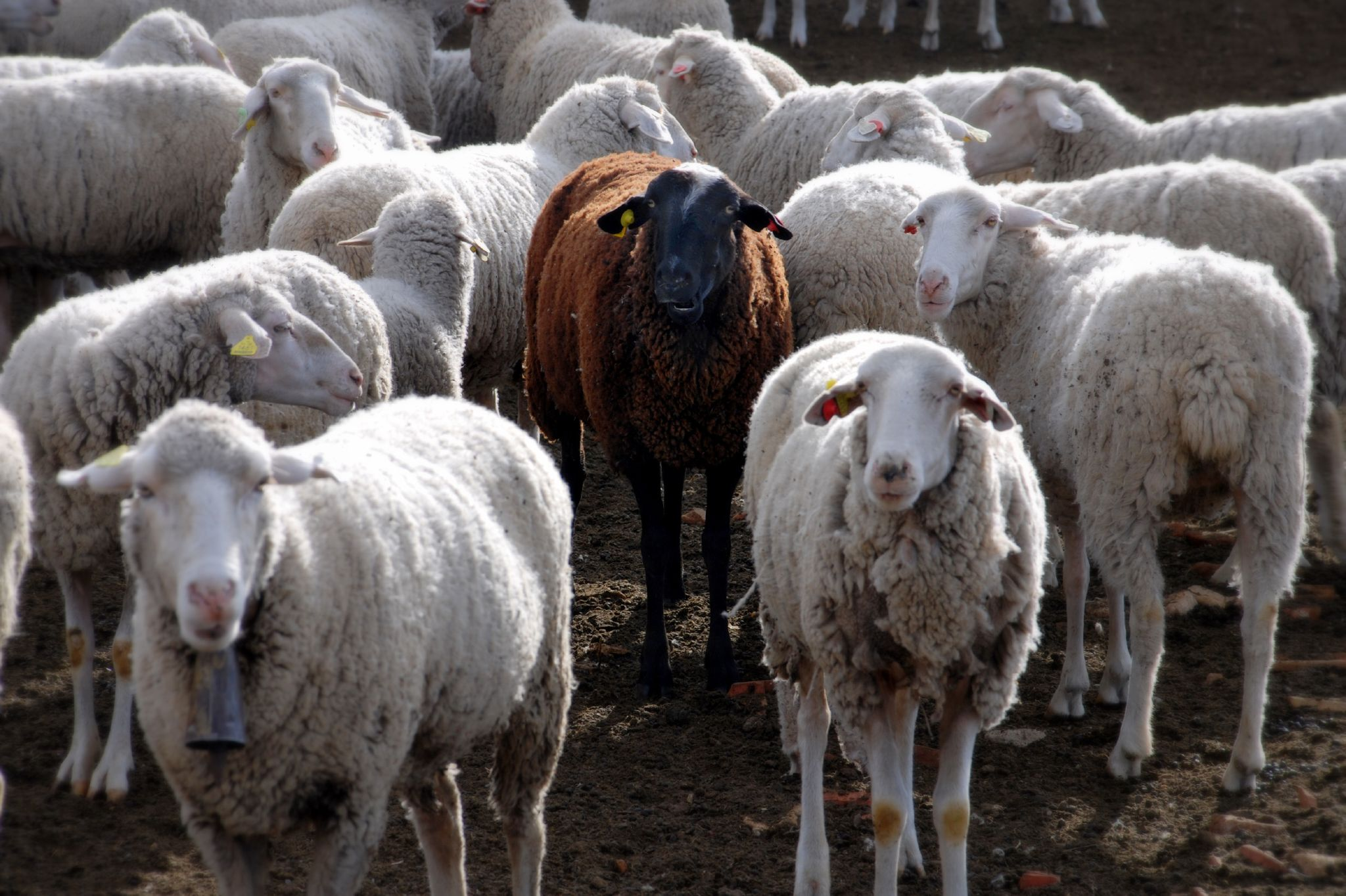
Una pecora nera in un gregge di comuni pecore bianche.

Pecora nera è un'espressione polirematica che si ritrova in diverse lingue ad indicare un elemento che si distingue in maniera negativa o positiva dal resto dei membri di un gruppo, ad esempio un membro della famiglia che ha imboccato una cattiva strada o che non soddisfa pienamente le aspettative degli altri componenti può essere definito come tale.

## Origine
Presso gli allevatori di bestiame la lana bianca è considerata particolarmente pregevole, perché facile da colorare. Per non comprometterne la qualità, le pecore nere vengono generalmente trattate in maniera separata oppure escluse dalla tosatura. Tuttavia, a partire dal X secolo d.C., la lana scura cominciò ad essere apprezzata per la sua colorazione naturale e per la sua estrema morbidezza. Inoltre, essendo molto rara (le pecore hanno solo il 4% di possibilità di nascere nere) veniva usata soprattutto per accessori o capi di abbigliamento costosi, riservati quindi alla nobiltà. In quel secolo l'espressione "la pecora nera del gregge", che cominciava già ad essere usata nelle zone popolari, acquistò anche un senso positivo, poiché spesso questa rarità conduceva alla ricchezza. Negli allevamenti incentrati sulla produzione della lana, le pecore nere sono particolarmente mal accette; all'interno di un gregge composto per la maggioranza da capi di colore bianco, le pecore nere saltano subito all'occhio per via del contrasto. A questi motivi si aggiunge probabilmente una componente superstiziosa associata al colore nero ("sfortuna nera").

## Nei media
L'espressione è stata scelta come titolo di diverse opere, tra cui:
- Ascanio Celestini, La pecora nera. Elogio funebre del manicomio elettrico. Torino, Einaudi, 2006;[1]
- La pecora nera, regia di Ascanio Celestini;